# أرابيسك (مسلسل)
أرابيسك هو مسلسل مصري أنتج وعرض بعام 1994 من تأليف أسامة أنور عكاشة وإخراج جمال عبد الحميد  في أولى تجاربه الإخراجية بالمسلسلات الدرامية بعد سنوات من إخراج الفوازير والمنوعات.

## أحداث المسلسل
تدور أحداث المسلسل حول حسن ارابيسك فنان الارابيسك المصري الذي تعرض لبعض الأحداث التي افقدته توازنه فاهمل عمله وورشته الا انه في نفس الوقت كان محافظا على فنه الذي احبه وورث مهارته فيها من أجداده . فاتجه إلى المخدرات وصحبة السوء حتى جاءت له إحدى الفرص التي بدأت تخرجه من المتاهة وذلك عن طريق صديق له يعمل مهندس ديكورات وهي فرصة عمل لفيلا أستاذ أكاديمي في الطاقة النووية كان يعمل في أمريكا وعاد ليستقر في مصر ولكن تحدث عدة مفارقات يرويها لنا المسلسل...

## تغيير نهاية المسلسل
شكل كل من الفنان صلاح السعدني والفنانة هالة صدقي ثنائية جميلة في المسلسل من خلال علاقة الشد والجذب والحب والفراق بين شخصياتهما "حسن أربيسك" و"توحيدة"، فأحب الجمهور هذه الثنائية وتعلق بها كثيراً، إلا أنه سرعان ما أصيب الجمهور العربي خارج مصر بخيبة أمل كبيرة عند عرض الحلقة الأخيرة لأن قصة الحب هذه لم تكتمل ولم يتزوجا "حسن وتوحيدة"، وبما أن الحلقات كانت تعرض في مصر متأخرة عن بقية الدول بيوم واحد، فكان القرار العاجل من المخرج وصناع المسلسل أن يتم تدارك الموقف وتغيير نهاية المسلسل كي لا تؤثر سلباً على جماهيرية العمل كما حدث خارج مصر، فتم بشكل طارئ وعاجل تصوير مشهد إضافي لكل من "حسن" و"توحيدة" وهم في الحارة وقد تزوجا وأنجبا بنتاً اسمها "دنيا".

## شخصيات المسلسل
| - صلاح السعدني: حسن أرابيسك - هشام سليم: حسني أخو حسن - هدى سلطان: ام حسن - المنتصر بالله - نبيل الدسوقي: العم يوسف - سيد عزمي: فؤاد - هالة صدقي: توحيدة - لطفي لبيب: زقزوق - أبو بكر عزت: الأسطى عمارة - عائشة الكيلاني: أم شافعي | - جمال حجازى: شافعي - حسن حسني: وفائي - لوسي: أنوار - كرم مطاوع: دكتور برهان صدقي - عطيه عويس: الخال جاد المولي - نادية رشاد: ممتاز محل - ميرنا المهندس: بركسام - سهير المرشدي: عدولة - محمد رياض: ممدوح - محمد متولي: المحامي مصطفى بطاطا | - حسن الأسمر: رزق العجلاتي - عزة لبيب: صبحية - جيهان فاضل: فريال - ناهد رشدي: مديحة - محمد شرف: سامبو - شوقي شامخ: مهندس الديكور - إسماعيل محمود: ضابط المخابرات - محمد كامل: فرج أبو سنة - عهدي صادق: طلبة - عادل أمين: عتوقة | - رضا إدريس: محروس - عايدة فهمي: سميحة - منال عبد اللطيف: عفاف - محمود الشاذلي: فاروق - ماهر سليم: سعيد - نجيب عبده: لطفي - محمد محمود: بشير - تحية حافظ: شكرية - أحمد بهلول: فوزي - كارولين خليل: سارة | - عمرو محمد على: ششقشق - نادية فهمي: سعاد - عليه الجباس - عاطف طنطاوي - حسن عبد الجليل - أيمن عبد الرحمن - رشا أنور - سمير وحيد - نادية كرم | - إبراهيم الشرقاوى: الضابط - الان زغبى: زياد جلبوط - عادل الشاذلي: الخواجة المخطوف - ماجد الكدواني - محمود البنا - نصر سيف - نوال البطوطى - أحمد بهلول: فوزي - رشا أنور |

## فريق العمل
| - إخراج: جمال عبد الحميد - إنتاج: قطاع الإنتاج باتحاد الإذاعة والتلفزيون المصري - قصة وسيناريو وحوار: أسامة أنور عكاشة - موسيقي تصويرية: عمار الشريعي - كلمات التترات: سيد حجاب - غناء التترات: حسن فؤاد - تم التصوير: إستديو الأهرام، الوحدة العاشرة | - توزيع: قطاع الشئون المالية والاقتصادية باتحاد الإذاعة والتلفزيون المصري - مخرج مساعد: هشام عكاشة - مساعد مخرج: محمد محمود، وجيه زكريا - مخرج منفذ: محمد حلمي، أحمد عبد الحميد - مدير الإنتاج: عبد الحميد غريب - مدير التصوير: أسامة صالح | - مدير الإضاءة: محمد عسر - مدير الصوت: مصطفى عثمان، عاطف سالم، صبحي أبو رحاب - مهندس الصوت: على حامد، إيهاب نبيل، عمرو هشام، محمد الأعور - مونتاج إلكتروني: مدحت بهجت - مونتاج فيديو: أحمد كامل منتصر - مهندس الديكور: عرفة زكي |

## هوامش
- رُشح أحمد زكي للعمل وأبدى إعجابه وتحمسه للمشاركة ولكنه كان منشغلاً في تصوير فيلم ناصر 56 فلم يكن من الممكن تأجيل تصوير المسلسل، ثم تم ترشيح عادل إمام لبطولة المسلسل لأن لديه الرغبة بأن يعود للدراما من خلال مسلسل يكتبه أسامة أنور عكاشة، إلا أنه طلب قراءة النص كاملًا ليطلب بعض التعديلات، فرفض عكاشة ذلك لأنه لم يتعود على الكتابة بناء على طلب الفنان، ثم انتقلت البطولة إلى محمود عبد العزيز الذي أعجبه النص واستعد للقيام بالدور ولكن عندما نشرت الصحافة خبراً أنه بديل لعادل امام في المسلسل اعتذر مباشرة عن الدور، لتنتقل البطولة أخيراً إلى صلاح السعدني.
- رُشحت الفنانة (آثار الحكيم) لأداء شخصية أنوار، إلا أنها اعتذرت وذلك لظروف حملها وقرب ولادتها، فذهبت الشخصية للفنانة (لوسي).